# Dyckerhoffbruch

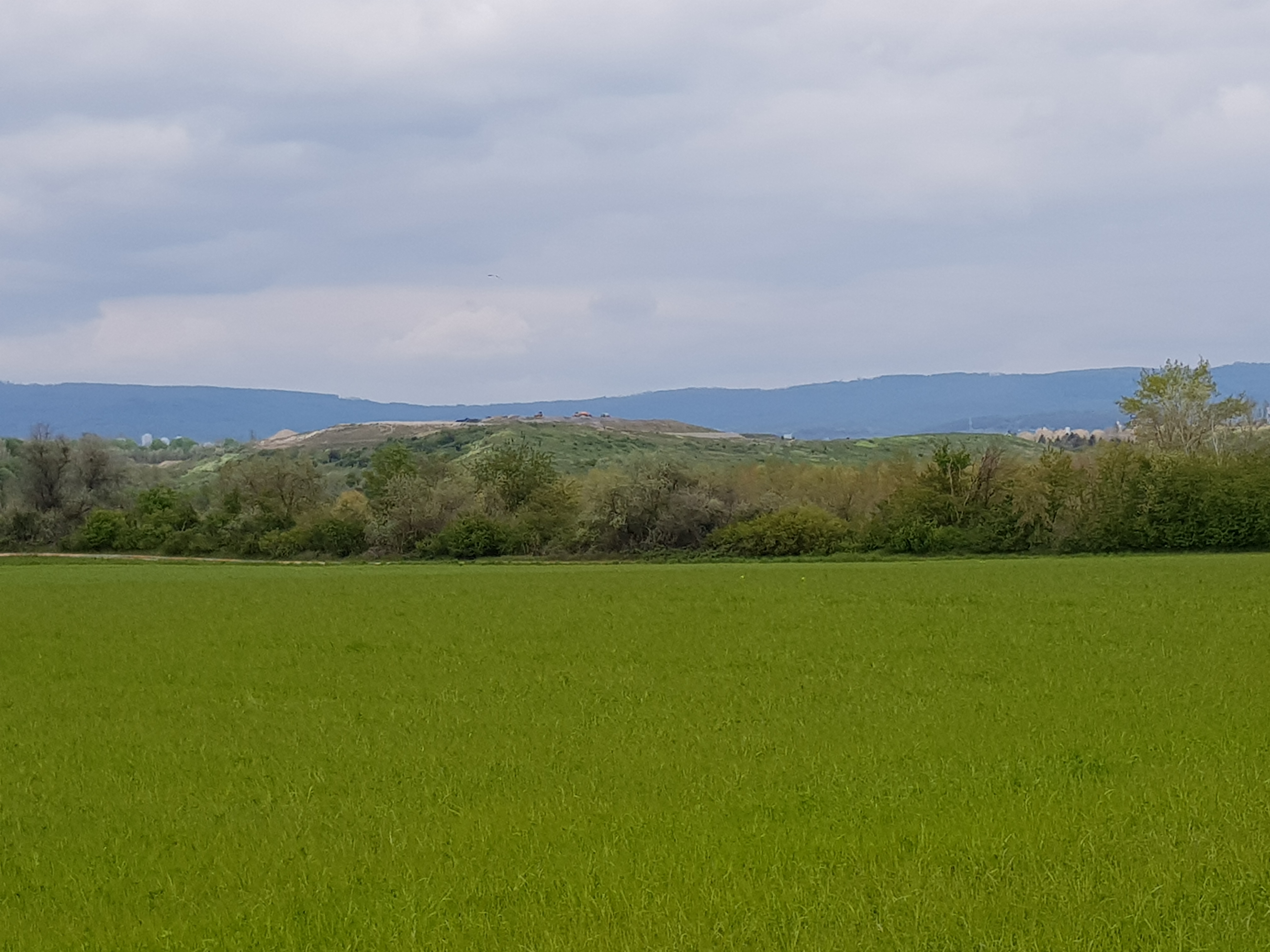
Dyckerhoffbruch von Südosten

Der Dyckerhoffbruch ist ein ehemaliger Kalksteinbruch und heutige Deponie im Ortsbezirk Biebrich der hessischen Landeshauptstadt Wiesbaden.

## Lage
Der Dyckerhoffbruch liegt südlich der Innenstadt Wiesbadens. Nordöstlich des Geländes liegt Erbenheim und östlich die Siedlung Fort Biehler mit der Erbenheimer Warte. Südöstlich liegt der Hesslerhof und südlich Mainz-Amöneburg. Südwestlich liegen die Wuth’sche Brauerei, die Bundesautobahn 671, der Bahnhof Wiesbaden Ost und der Industriepark Kalle-Albert. Westlich verläuft das Tal des Salzbachs mit der Hammermühle. Nördlich des Steinbruchs liegt der Südfriedhof. Die Gleise der Ländchesbahn und der Bahnstrecke Breckenheim–Wiesbaden, das Tal des Wäschbachs und die Bundesautobahn 66 verlaufen nördlich der Deponie, aber südlich des stillgelegten Steinbruchs „Kalkofen“.

## Steinbruch

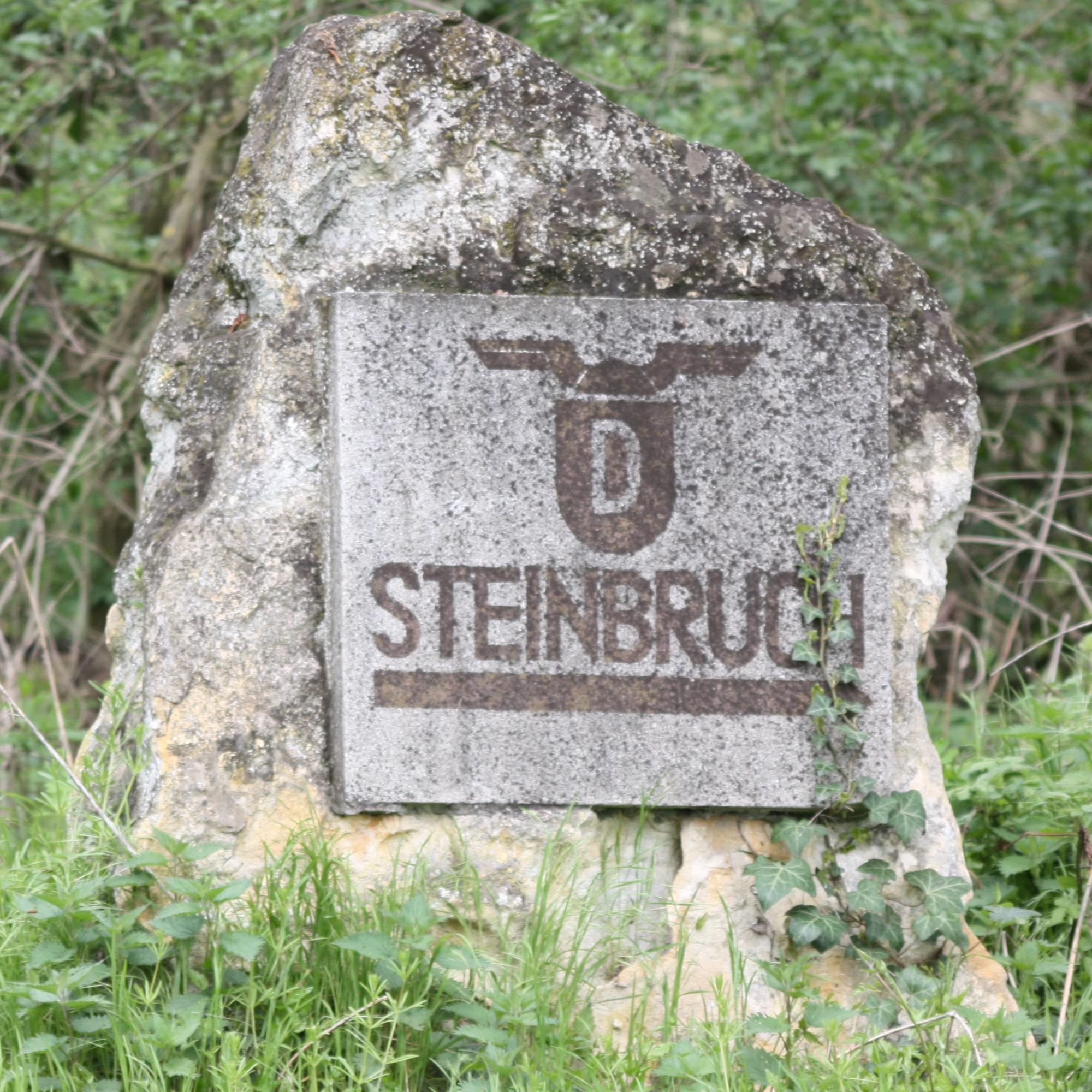
Hinweis auf den Steinbruch am Hesslerhof

Der aus dem Tertiär stammende Kalkstein wurde ab 1870 durch die Firma Portland-Cement-Fabrik Dyckerhoff & Söhne aus Mainz-Amöneburg abgebaut und die Flächen in den folgenden Jahrzehnten immer wieder vergrößert. Im Zeitraum von 138 Jahren wurden über 110 Millionen Tonnen Kalkstein zur Herstellung von Zement gewonnen.

## Deponie
Von 1950 bis 1968 wurde die „Deponie Mainzer Straße“ südöstlich der heutigen Autobahnanschlussstelle Wiesbaden-Mainzer Straße verfüllt, von 1964 bis 1983 der Deponieabschnitt I des unmittelbar daneben gelegenen Dyckerhoffbruchs. Diese beiden, bereits rekultivierten Bereiche verfügen gemeinsam über ein Volumen von rund 17,7 Millionen m³ und eine Gesamtfläche von rund 28,6 Hektar. Zunächst wurde  Boden und Bauschutt für die Verfüllung der Flächen genutzt, ab den 1970er Jahren auch Müll aus der Müllzerkleinerungsanlage an der Mainzer Straße. Bis Ende Mai 2005 wurden in den Abschnitten I bis III etwa 20 Millionen Kubikmeter bzw. 29 Millionen Tonnen häusliche und gewerbliche Siedlungsabfälle deponiert. Ab Juni 2005 wurde das Ablagern unvorbehandelter Abfälle in Deutschland durch die TA Siedlungsabfall (TASi) verboten. Seitdem wird Inertabfall wie Asche aus Müllverbrennungsanlagen, Gießereisand, Böden oder Asbest in Abschnitt III eingelagert. Insbesondere wurden nahezu sämtliche Asbestabfälle aus Hessen und auch aus dem europäischen Ausland deponiert. Zwischen 1992 und 2016 wurden in Abschnitt III rund 8 Millionen Tonnen Abfall abgelagert, davon rund 30 % Schlacke und Aschen, 24 % Gießereialtsande, 20 % Böden, 11 % Bauschutt und 10 % Asbest. Im Jahr 2016 stammten 56 % der Anlieferung aus Wiesbaden, 29 % aus dem restlichen Hessen, 13 % aus dem Rest der Bundesrepublik und 2 % aus dem Ausland.
Im April 2024 ging der neue Deponieabschnitt IV in Betrieb, der als Deponie Klasse 1 zugelassen ist. Abschnitt III ist eine Deponie Klasse 2.
Um die Entsorgung für kommende Zeiten sicherzustellen, sind weitere Abschnitte in Planung.
Das Sickerwasser der Deponie wird zentral erfasst und in einer Industriekläranlage gereinigt. Das Deponiegas wird in einer Blockheizkraftwerkanlage energetisch genutzt. Im Dezember 2008 wurde auf der Deponie eine Photovoltaikanlage mit etwa 1 Hektar Fläche und 900 kW Spitzenleistung in Betrieb genommen. In einem Forschungsprojekt wurde untersucht, ob der Dyckerhoffbruch für Landfill Mining geeignet ist, allerdings nur ein geringes Rohstoffpotenzial identifiziert.
Das Deponiegelände ist etwa 1,5 km² groß, wovon knapp zwei Drittel als Ablagerungsfläche genutzt werden. Betrieben wird die Deponie durch die Entsorgungsbetriebe der Landeshauptstadt Wiesbaden (ELW). Zwei Lehrpfade informieren über Geschichte, Aufbau und Betrieb der Deponie, das Blockheizkraftwerk und den Deponieteich.

## Geologie

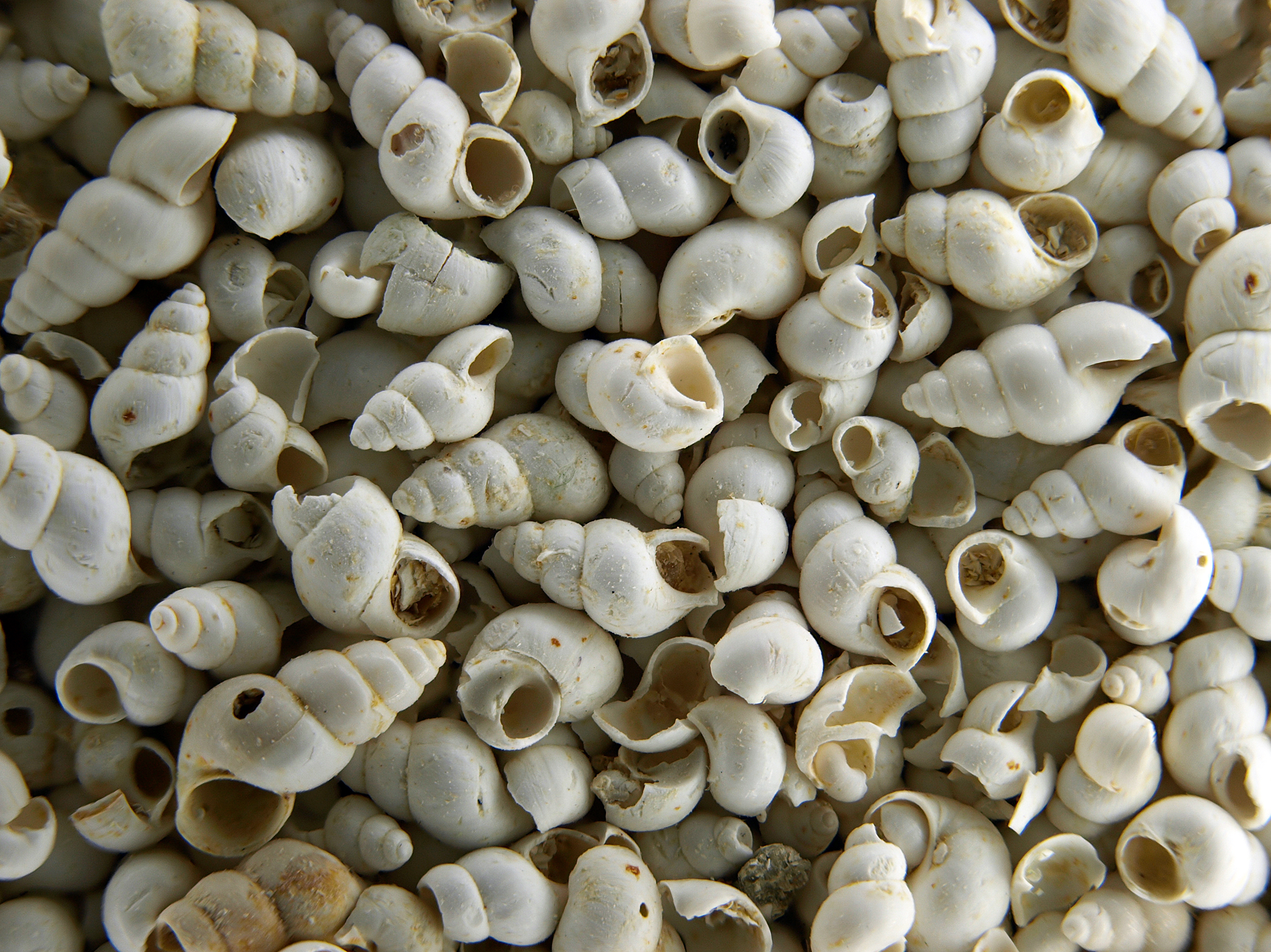
Bruchstücke von tertiären Wattschnecken im Museum Wiesbaden

Im Dyckerhoffbruch können Gesteinsschichten erreicht werden, die bis zu 500 Millionen Jahre alt sind und aus dem Kambrium stammen. Aus dem Pleistozän können die Mosbacher Sande erschlossen werden. In dem Bodendenkmal wurden Fossilien und archäologische Funde wie Tonscherben und Knochen entdeckt.

## Naturschutz und -forschung
Etwa ein Drittel der Deponiefläche wird als Ausgleichsfläche und Rückzugsgebiet für Tiere und Pflanzen als Biotop gestaltet und geschützt, zum Teil auch die rekultivierten Oberflächen stillgelegter Deponieabschnitte. Etwa 50 Vogelarten sind dort heimisch, so wurden Weißstorch, Graureiher, Schwarzmilan, Habicht, Mäusebussard, Pirol, Uhu und Nachtigall gesichtet. Die um das Wasserwerk Schierstein lebenden Weißstörche nutzen die Deponie zur Nahrungsversorgung. Der nördlichste Steinbruch „Kalkofen“ wird nicht verfüllt, sondern als 39 Hektar großes Biotop mit Tümpeln, Wiesen und Steilwänden erhalten.
Die Abfallumschlaghalle der Deponie ist das einzige bekannte Gebäude in Deutschland, das von Schwarzmilanen auf Futtersuche durchflogen wird, so dass dort auch ausgewachsene Exemplare relativ einfach gefangen werden können. Mehrmals im Jahr finden an Wochenenden Beringungsaktionen der Vogelwarte Helgoland statt.